# Dir (cidade)

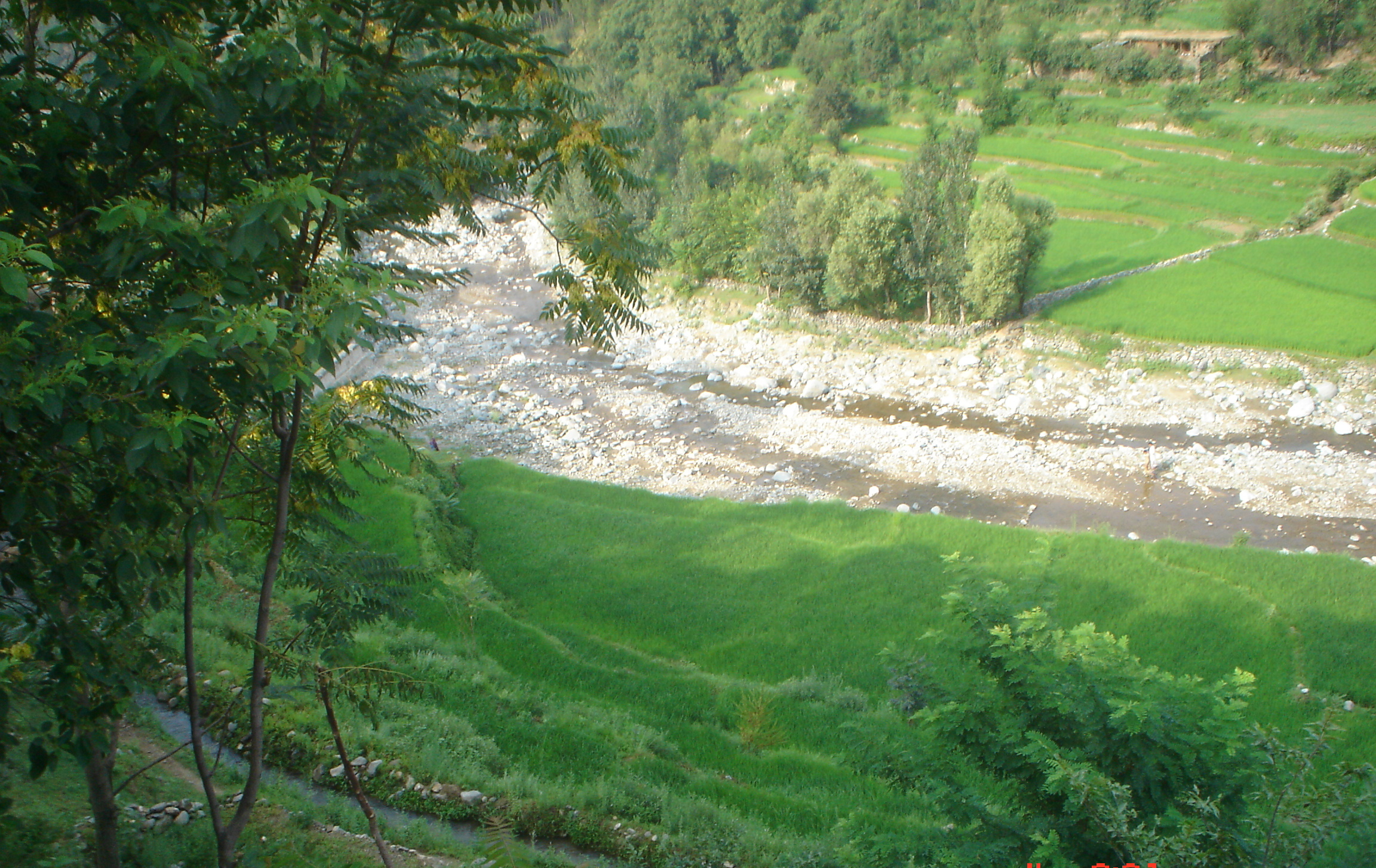
Campos de arroz em Dir

Dir é uma cidade do Paquistão localizada na província de Khyber Pakhtunkhwa.